# Forklit
Forklit eller Forstrand og begyndende klitdannelser er en naturtype (nummer 2110) på Naturstyrelsens liste over naturtyper der skal beskyttes, og som danner udpegningsgrundlaget for naturplanerne under Natura 2000-netværket i Danmark. Bevaringstilstanden er gunstig i forklit langs Vestkysten.

## Dannelsesforhold
Forklitten er begyndende klitdannelser der dannes ved sandfygning omkring strandvolde og hævede sandflader, længst inde på stranden, ved foden af de højere hvide klitter. Der er begyndende bevoksning af strandkvik, marehalm, strandarve og sandhjælme samt østersøhjælme der er en steril hybrid mellem Bjergrørhvene og Sandhjælme.

## Geografisk udbredelse
Naturtypen findes langs vindudsatte kyster, især langs vestkysten af Jylland, på Læsø, Anholt, Vadehavsøerne, Nordsjællands kyst og sydkysten af Bornholm. 

## Galleri med typiske arter på forklitter
- Strandkvik (Elymus farctus)
- Marehalm
- Strandarve
- Sandhjælme

## Eksterne kilder og henvisninger
1. ↑  Fredshavn, Jesper; Nygaard, Bettina; Ejrnæs, Rasmus; Damgaard, Christian; Therkildsen, Ole Roland; Elmeros, Morten; Wind, Peter; Johansson, Liselotte Sander; Alnøe, Anette Baisner; Dahl, Karsten; Nielsen, Erik Haar; Pedersen, Helle Buur; Sveegaard, Signe; Galatius, Anders; Teilmann, Jonas (2019). Bevaringsstatus for naturtyper og arter – 2019,  Habitatdirektivets Artikel 17-rapportering (PDF). Aarhus: Aarhus Universitet, DCE – Nationalt Center for Miljø og Energi. s. 16. ISBN 978-87-7156-437-2. Arkiveret (PDF) fra originalen 1. november 2019. Hentet 1. november 2019.
2. ↑  Østersøhjælme Arkiveret 5. juni 2020 hos  Wayback Machine på naturbasen.dk
3. ↑  Habitatbeskrivelser, årgang 2016  Arkiveret 24. maj 2018 hos  Wayback Machine mst.dk p 10

- Forklit Arkiveret 2. november 2019 hos  Wayback Machine (2110) på novana.au.dk
- Danske Naturtyper i det europæiske NATURA 2000 Netværk Arkiveret 24. maj 2018 hos  Wayback Machine Erik Buchwald og Steen Søgaard (red) (Miljø- og Energiministeriet, Skov- og Naturstyrelsen, 2000; ISBN 87-7279-275-2